# 李昌燁
李 昌燁（イ・チャンヨブ、朝鮮語: 이창엽、YI Chang Yeob 、1973年4月8日 - ）は、大韓民国出身のサッカー指導者。

## 来歴
フィジカル重視といわれている韓国サッカー界の中でもハードなメニューを科すことから「悪魔」の異名を持つ。
日本の天理大学と鹿屋体育大学大学院に留学。院在学中に鹿屋体育大学体育会サッカー部のコーチも担う。日韓サッカー試合を分析した学位論文は当時のスポーツ紙で話題となる。

## 指導者経歴
- 2002年 - 2003年4月 南海サッカークラブ フィジカルトレーナー
- 2003年4月 - 2005年 水原三星ブルーウィングス フィジカルトレーナー
- 2006年 南米のアルヘンティーナでコーチ学研修
- 2007年 崇実大学校 フィジカルトレーナー
- 2008年 - 2009年 大田シチズン フィジカルトレーナー
- 2010年 - 2011年 ベガルタ仙台 フィジカルコーチ
- 2012年 - 2013年 水原三星ブルーウィングス フィジカルトレーナー
- 2014年 - 2016年 V・ファーレン長崎 フィジカルコーチ[1]
- 2017年 - 2018年 ガンバ大阪U-23 フィジカルコーチ[2]
- 2019年 - ベガルタ仙台
  - 2019年 - 2021年 フィジカルコーチ[3]
  - 2022年 - アカデミーフィジカルコーチ[4]